# Sydney Wallwork
Sydney Wallwork, född 17 augusti 1882 i Manchester, död 27 september 1966 i Bucklow, Cheshire, var en brittisk konståkare. Han deltog i olympiska spelen i Antwerpen 1920 (femte plats) i paråkning tillsammans med Ethel Muckelt.